# Sibylle Weber-Sager
Sibylle Weber-Sager (geb. Sager, * 28. August 1967) ist eine ehemalige Schweizer Fernsehköchin.

## Leben
Sibylle Weber-Sager arbeitete acht Jahre lang als Hauswirtschaftslehrerin, ehe sie 1997 zum Verlag Betty Bossi als Buch- und Zeitungsredaktorin wechselte. Von 2004 bis 2010 arbeitete sie zudem in der von Betty Bossi produzierten Kochsendung al dente auf SF 1, wo sie regelmässig mit dem Koch Andreas C. Studer ein Drei-Gänge-Menu zubereitete und auch die Drehbücher zur Sendung schrieb. Sie kündigte nach dem Ende der TV-Sendung ihren Rückzug als Fernsehköchin an.
Sibylle Weber-Sager ist verheiratet und wohnt in Aarau.